# Mondottica
Mondottica est une société internationale de lunettes dont le siège est à Hong Kong.
La société est spécialisée dans le design, le développement, la production et la distribution de lunettes de soleil de marque et de lunettes de prescription,. Les principaux bureaux de Mondottica sont situés à Hong Kong, Londres Nottingham, New Jersey, Paris, et Sydney.

## Histoire
La société a été fondée à Hong Kong en 2002. La ville est la base de son siège mondial, les opérations asiatiques et société faîtière, Mondottica International, qui héberge ses filiales et ses partenariats de franchise.
En mai 2016, Mondottica a annoncé une fusion avec Mondottica USA, filiale du groupe de sociétés Mondottica.